# Miljan Zeković
Miljan Zeković (Nikšić, 15 novembre 1925 – 10 dicembre 1993) è stato un calciatore jugoslavo, di ruolo difensore.

## Palmarès

### Club

#### Competizioni nazionali
- Campionato jugoslavo: 6

Stella Rossa: 1951, 1952-1953, 1955-1956, 1956-1957, 1958-1959, 1959-1960
- Coppa di Jugoslavia: 2

Stella Rossa: 1957-1958, 1958-1959